# Список футбольних стадіонів Азербайджану
Список футбольних стадіонів Азербайджану.
До списку потрапили стадіони, місткість яких не менша за 5000.
| Стадіон                                              | Місто      | Місткість | Клуб                                       |
| ---------------------------------------------------- | ---------- | --------- | ------------------------------------------ |
| Олімпійський стадіон (Баку)                          | Баку       | 69870     | збірна Азербайджану                        |
| Республіканський стадіон імені Тофіка Бахрамова      | Баку       | 31200     | збірна Азербайджану, Карабах (Агдам), Баки |
| Гянджинський міський стадіон                         | Гянджа     | 26120     | Кяпяз                                      |
| Стадіон імені Мехді Гусейнзаде                       | Сумгаїт    | 15 350    | вакантно                                   |
| Баксель Арена                                        | Баку       | 15 000    | збірна Азербайджану, Нефтчі                |
| Центральний міський стадіон                          | Ленкорань  | 12 500    | збірна Азербайджану, Хазар-Ланкаран        |
| Нахічеванський міський стадіон                       | Нахічевань | 10 000    | Араз-Нахічевань                            |
| Міський стадіон імені Гейдара Алієва                 | Імішлі     | 8 500     | Міль-Мугань                                |
| Інтер Арена (кол. Шафа)                              | Баку       | 8 150     | збірна Азербайджану, Кешла                 |
| Бардинський міський стадіон                          | Барда      | 7 000     | АБН-Барда                                  |
| Товузький міський стадіон                            | Товуз      | 6 330     | Туран (Товуз)                              |
| Мінгечаурський міський стадіон імені Яшара Мамедзаде | Мінгечаур  | 6 000     | Енергетик (Мінгечаур)                      |
| Далга Арена                                          | Мардакан   | 6 000     | збірна Азербайджану                        |
| Баїловський стадіон                                  | Баку       | 5 000     | Ряван                                      |
| Євлахський міський стадіон                           | Євлах      | 5 000     | Карван (Євлах)                             |
| Стадіон імені Ісмета Гаїбова                         | Баку       | 5 000     | Нефтчі                                     |